# Королевское литературное общество

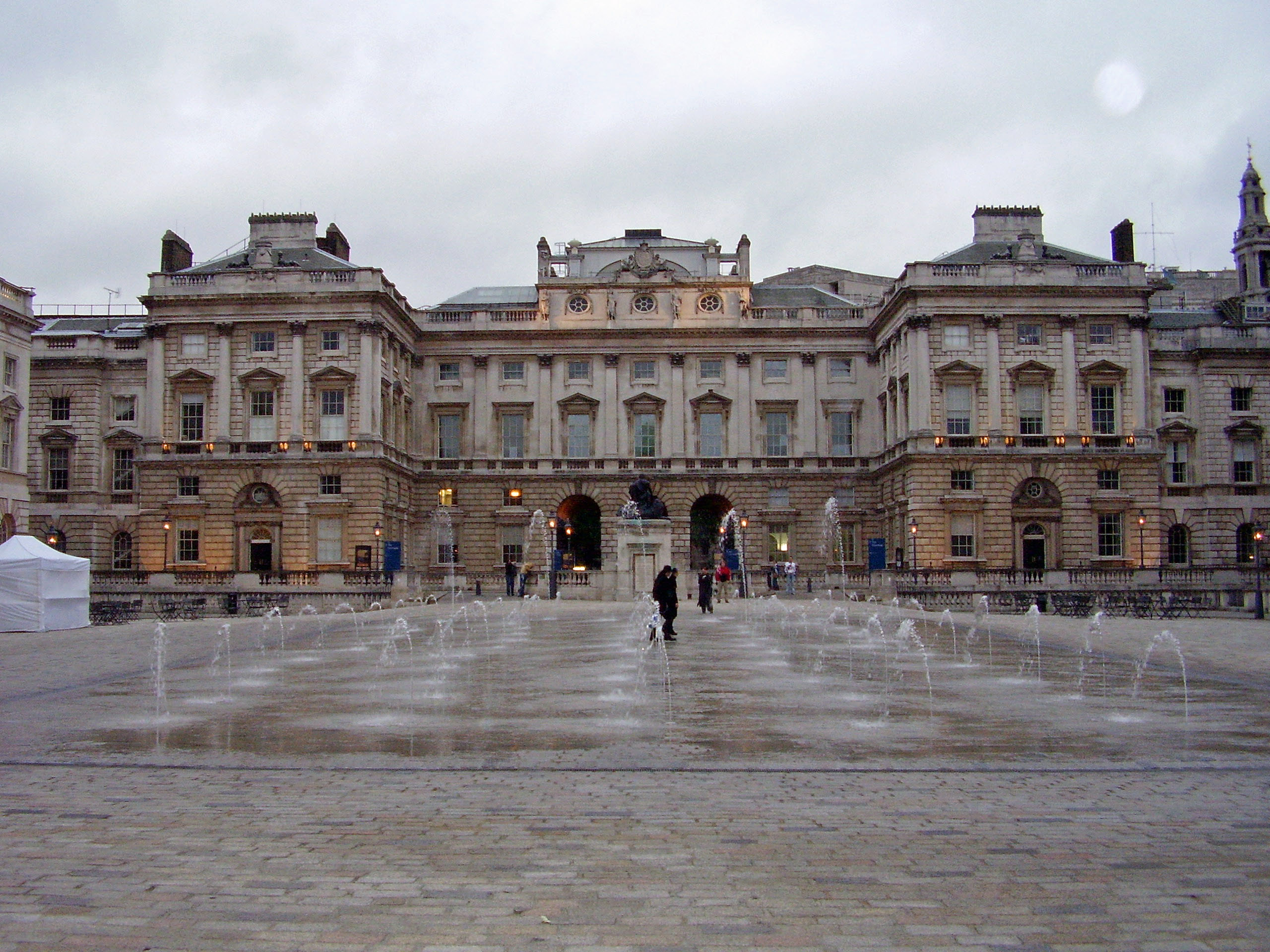
Здание Сомерсет-хауса в Лондоне (вид со стороны Стрэнда)

Королевское литературное общество (англ. The Royal Society of Literature) — престижная литературная организация Великобритании, созданная в 1820 году королём Георгом IV «в целях поощрения заслуг в области литературы и стимулирования литературных талантов». Общество базируется в Сомерсет-хаусе в Лондоне.

## Членство в обществе
Общество насчитывает примерно 500 членов, каждый из которых получает с членством право ставить аббревиатуру F.R.S.L. (англ. Fellow of the Royal Society of Literature), член королевского литературного общества, после имени.
В члены общества принимаются писатели, поэты, драматурги, биографы, авторы путеводителей, литературные критики и сценаристы, пишущие на английском языке. Требования к кандидату: не менее двух опубликованных книг, рекомендации по крайней мере двух действующих членов общества. Выборы проводятся дважды в год. В голосовании принимают участие президент общества, вице-президенты и совет. Ежегодно членами общества становятся примерно 15 из 70 кандидатов. Среди новоизбранных членов общества Иэн Бэнкс (2009), Имтиаз Дхаркер (2011). После избрания новые члены общества вписывают свои имена в официальный реестр пером Байрона или Диккенса.
Совет общества собирается раз в месяц для обсуждения программы лекций, литературных чтений, диспутов.
Королевское литературное общество выпускает ежегодный альманах, а также присуждает ряд премий и наград:
- Премия Кристофера Бланда[англ.] (с 2019 г.) — ежегодная награда в размере 10 000 фунтов за лучшую дебютную книгу художественной или документальной прозы автора старше 50 лет
- Премия «Анкор»[англ.] (с 2016 г.) — ежегодная награда в размере 10 000 фунтов за лучший второй роман писателя
- Премия Джайлса Сент-Обина[англ.] (с 2017 г.) — ежегодные награды, одна в размере 10 000 фунтов стерлингов и две по 5000 фунтов стерлингов, за первые публикации в жанре документальной литературы
- Премия Ондатже[англ.] (с 2004 г.) — ежегодная награда в размере 10 000 фунтов за выдающееся произведение в прозе, поэзии или документальном жанре, раскрывающее дух места
- мемориальная премия Виктора Притчетта — ежегодная премия в размере 1 000 фунтов за лучшую неопубликованную короткую историю года
- Медаль Бенсона[англ.] (с 1917 г.) — за особые заслуги перед литературой (изредка вручается и иностранным авторам)
- Международный писатель (англ. International writer, с 2021 г.) — почётное звание, присуждаемое ежегодно 12 зарубежным писателям
- Рыцарь литературы[англ.] (с 1961 г.) — самое почётное звание, которое Общество может присвоить писателю

## Список президентов
Первым президентом Королевского литературного общества стал английский писатель и философ епископ Томас Бёрджесс.
В разные годы президентами Королевского литературного общества были:
- 1820—1832, Томас Бёрджесс[англ.] (Епископ Сент-Дейвидса)
- 1832—1833, Джордж Агар-Эллис, Лорд Довер (англ. George Agar-Ellis, 1st Baron Dover)
- 1834—1845, Фредерик Робинсон
- 1845—1849, Генри Галлам (англ. Henry Hallam)
- 1849—1851, Спенсер Комптон, Лорд Нортхэмптон
- 1851—1856, Граф Карлайл (англ. George Howard, 7th Earl of Carlisle)
- 1856—1876, Епископ Конноп Тирвольский (англ. Connop Thirlwall, Lord Bishop of St. David’s)
- 1876—1885, Леопольд, герцог Олбани
- 1885—1893, Сэр Патрик Колхаун (англ. Sir Patrick Colquhoun)
- 1893—1920, Лорд Холсбери (англ. Hardinge Giffard, 1st Earl of Halsbury)
- 1921—1946, Роберт Кру-Милнс (англ. Robert Crewe-Milnes, 1st Marquess of Crewe)
- 1946—1947, Граф Литтон (англ. Victor Bulwer-Lytton, 2nd Earl of Lytton)
- 1947—1982, Рэб Батлер (англ. Richard Austen Butler, Baron Butler of Saffron Walden)
- 1983—1988, Энгус Уилсон (англ. Sir Angus Wilson)
- 1988—2003, Рой Гаррис Дженкинс (англ. Roy Jenkins, Baron Jenkins of Hillhead)
- 2003—2008, Майкл Холройд (англ. Sir Michael Holroyd)
- 2008—2017, Колин Таброн (англ. Colin Thubron), CBE
- 2017 — 2021, Марина Уорнер, DBE.
- 2022 — наст. время, Бернардин Эваристо , OBE.